# Metahadzia helladis
Metahadzia helladis is een vlokreeftensoort uit de familie van de Hadziidae. De wetenschappelijke naam van de soort is voor het eerst geldig gepubliceerd in 1980 door Pesce.